# Чемпионат России по вольной борьбе 2007
Чемпионат России по вольной борьбе 2007 года проходил со 3 по 6 июля в Москве.

## Медалисты
| Категория | Золото                         | Серебро                            | Бронза                                                           |
| --------- | ------------------------------ | ---------------------------------- | ---------------------------------------------------------------- |
| До 50 кг  | Семён Уксеков Новосибирск      | Михаил Иванов Якутия               | Шапи Идрисов Дагестан Ай-Оол Ондар Тыва                          |
| До 55 кг  | Осип Михайлов Якутия           | Джамал Отарсултанов Москва         | Опан Сат Красноярск Лабазан Аскербиев Волгоград                  |
| До 60 кг  | Адам Батиров Дагестан          | Мавлет Батиров Дагестан            | Рамиль Исламов Новосибирск Алан Дудаев Северная Осетия           |
| До 66 кг  | Ирбек Фарниев Северная Осетия  | Заур Ботаев Красноярск             | Рафик Алимов Краснодар Шамиль Батиров Дагестан                   |
| До 74 кг  | Махач Муртазалиев Дагестан     | Бувайсар Сайтиев Красноярск        | Денис Царгуш Москва Арсен Гитинов Санкт-Петербург                |
| До 84 кг  | Георгий Кетоев Северная Осетия | Сажид Сажидов Дагестан             | Евгений Коломиец Московская область Сослан Кцоев Северная Осетия |
| До 96 кг  | Хаджимурат Гацалов Москва      | Ширвани Мурадов Дагестан           | Сослан Гаглоев Северная Осетия Ибрагим Саидов Дагестан           |
| До 120 кг | Билял Махов Дагестан           | Курамагомед Курамагомедов Дагестан | Иннокентий Зыков Красноярск Алексей Шемаров Калининград          |